# Luca Nardi
Luca Nardi (n. 6 august 2003, Pesaro, Marche, Italia) este un jucător profesionist italian de tenis. Cea mai bună clasare a sa la simplu este locul 70 mondial, în mai 2024, iar la dublu locul 299 mondial, în aprilie 2023. Cea mai mare realizare a lui Nardi a venit atunci când l-a învins pe Novak Djokovic, numărul 1 mondial, la Indian Wells, în 2024.